# Pannei
Pannei ist eine im Regierungsbezirk Polewali Mandar (Distrikt Wonomulyo) auf Sulawesi gesprochene Sprache. Sie gehört zu den austronesischen Sprachen.